# Trinchesia
Trinchesia Ihering, 1879 è un genere di molluschi nudibranchi della famiglia Trinchesiidae.

## Tassonomia
Il genere comprende le seguenti specie:
- Trinchesia acinosa (Risbec, 1928)
- Trinchesia albocrusta (MacFarland, 1966)
- Trinchesia albopunctata (Schmekel, 1968)
- Trinchesia alpha (Baba & Hamatani, 1963)
- Trinchesia anulata (Baba, 1949)
- Trinchesia beta (Baba & Abe, 1964)
- Trinchesia boma (Edmunds, 1970)
- Trinchesia caerulea (Montagu, 1804)
- Trinchesia catachroma (Burn, 1963)
- Trinchesia colmani (Burn, 1961)
- Trinchesia cuanensis (Korshunova et al., 2019)
- Trinchesia diljuvia (Korshunova et al., 2019)
- Trinchesia divanica (Martynov, 2002)
- Trinchesia diversicolor (Baba, 1975)
- Trinchesia foliata (Forbes & Goodsir, 1839)
- Trinchesia genovae (O'Donoghue, 1926)
- Trinchesia granosa (Schmekel, 1966)
- Trinchesia hiranorum (Martynov, Sanamyan & Korshunova, 2015)
- Trinchesia ilonae (Schmekel, 1968)
- Trinchesia kanga (Edmunds, 1970)
- Trinchesia kuiteri (Rudman, 1981)
- Trinchesia lenkae (Martynov, 2002)
- Trinchesia macquariensis (Burn, 1973)
- Trinchesia midori (Martynov, Sanamyan & Korshunova, 2015)
- Trinchesia miniostriata (Schmekel, 1968)
- Trinchesia momella (Edmunds, 1970)
- Trinchesia morrowae (Korshunovaet al., 2019)
- Trinchesia ocellata (Schmekel, 1966)
- Trinchesia ornata (Baba, 1937)
- Trinchesia pupillae (Baba, 1961)
- Trinchesia reflexa (M. C. Miller, 1977)
- Trinchesia rubrata (Edmunds, 1970)
- Trinchesia scintillans (M. C. Miller, 1977)
- Trinchesia sibogae (Bergh, 1905)
- Trinchesia sororum (Burn, 1964)
- Trinchesia speciosa (Macnae, 1954)
- Trinchesia taita (Edmunds, 1970)
- Trinchesia thelmae (Burn, 1964)
- Trinchesia virens (MacFarland, 1966)
- Trinchesia viridiana (Burn, 1962)
- Trinchesia yamasui (Hamatani, 1993)
- Trinchesia zelandica (Odhner, 1924)

Sinonimi
- Trinchesia kuiterorum (Rudman, 1981) = Trinchesia kuiteri (Rudman, 1981)
- Trinchesia pustulata (Alder & Hancock, 1854) = Zelentia pustulata (Alder & Hancock, 1854)
- Trinchesia viridis (Forbes, 1840) = Diaphoreolis viridis (Forbes, 1840)